# Tortula umbrosa
Tortula umbrosa är en bladmossart som beskrevs av Per Karl Hjalmar Dusén 1907. Tortula umbrosa ingår i släktet tussmossor, och familjen Pottiaceae. Inga underarter finns listade i Catalogue of Life.